# 渡辺新太郎 (衆議院議員)
渡辺 新太郎（渡邊、渡邉（本姓）、わたなべ しんたろう、1854年6月20日（安政元年5月25日 - 1929年（昭和4年）10月13日）は、明治から昭和初期の篤農家、実業家、政治家。衆議院議員、島根県海士郡海士村長。号・春坡。

## 経歴
隠岐国海士郡海士村（島根県海士郡海士村、海士町を経て現隠岐郡海士町）で、渡辺弥三郎の長男として生れた。1874年（明治7年）崎小学校長に就任。1975年（明治8年）から1976年（明治9年）まで大阪に遊学し、藤沢南岳塾で漢学・漢詩を、広貫塾で数理を学んだ。
1879年（明治12年）崎郵便局長となる。1882年（明治15年）小型蒸気船玉津丸を隠岐航路に投入し、1895年（明治28年）隠岐汽船が設立され初代社長に就任。その他、日本赤十字社特別社員、東亜商事取締役を務めた。
1890年（明治23年）7月の第1回衆議院議員総選挙と1892年（明治25年）2月の第2回総選挙に島根県第6区から無所属で立候補したが、いずれも落選。1894年（明治27年）9月、第4回総選挙に島根県第6区から大手倶楽部所属で立候補して初当選。1915年（大正4年）3月、第12回総選挙で島根県隠岐から無所属で出馬して再選され、その後公友倶楽部、公正会に所属して衆議院議員に通算2期在任した。1922年（大正11年）6月、海士村長となった。
また、海士村農会長、隠岐島の会長に在任。1882年（明治15年）から米、麦、大小豆の試作場を設置し、その種子を農家に分配してその改良を図り、肥培の方法を教授した。1887年（明治20年）養徳会を設立して風俗の改善と勤労を奨励した。最新の農具の貸与、品評会の開催などを行い、農業技術の発達に尽力した。海士村では水田が乏しいことから1887年（明治20年）頃から溜池の造成、新田の開墾を推進した。

## 著作
- 編『日露交渉彙報』渡辺新太郎、1896年。